# Percy Joske

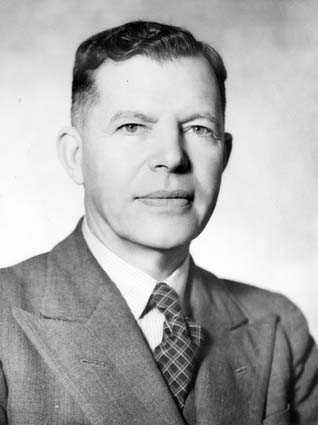
Imagem de Percy Joske.

Sir Percy Ernest Joske, CMG (5 de outubro de 1895 – 25 de abril de 1981) foi um político australiano. Nasceu em Melbourne, o mais novo de três filhos de Ernest Joske, um advogado nascido na Alemanha, e da sua esposa Evalyne, vitoriana, nascida Richards. Evalyne morreu ao dar à luz a ele e Ernest casou-se novamente em 1898. Ele frequentou o Wesley College e depois a Universidade de Melbourne. Ele serviu no exército de 1943 a 1945 e voltou para tornar-se professor de direito na Universidade de Melbourne, cargo que ocupou de 1949 a 1952. Ele também foi um autor. Em 1951, ele foi eleito para a Câmara dos Representantes como membro liberal para o assento de fita azul de Balaclava, sendo eleito na eleição suplementar após a renúncia de Thomas White. Joske renunciou em 1960 para se tornar juiz do Tribunal Industrial da Commonwealth. Ele foi posteriormente nomeado para o Supremo Tribunal do Território da Capital da Austrália (1960-1977) e para o Supremo Tribunal do Território do Norte (1961-1977). Ele foi nomeado cavaleiro em 1967 e morreu em 1981; um ano antes da sua morte, ele publicou uma biografia de Sir Robert Menzies.